# 576466 Scherpenisse
576466 Scherpenisse è un asteroide della fascia principale. Scoperto nel 2012, presenta un'orbita caratterizzata da un semiasse maggiore pari a 2,730223 UA e da un'eccentricità di 0,147110, inclinata di 21,066809° rispetto all'eclittica.